# آلبرت آرنهایتر
آلبرت آرنهایتر (آلمانی: Albert Arnheiter; ۲۰ ژوئیه ۱۸۹۰ – ۲۶ آوریل ۱۹۴۵) قایقران روئینگ اهل آلمان بود.